# Udvarhelyi Híradó
Az Udvarhelyi Híradó jelenleg Székelyudvarhely napilapja, amely megalakulása óta (1877) a város szellemi és kulturális életének tükre. A lap alapítása óta eltelt 131 év alatt kétszer szűnt meg ideiglenesen. Volt, hogy veszített színvonalából, hol meg rivális félként tekintettek rá, de egy jellemzője mindig megmaradt: magyar nyelven a magyar emberekhez szólt.

## A Lap sajtótörténete

### A kezdet
Az Udvarhelyi Híradó első száma 1877. január 6-án jelent meg hetilapként. Indításának kezdeményezője és mecénása Szakács Mózes református kollégiumi tanár volt.
A Híradó első számában a szerkesztő, Becsek Dániel kiadóval együtt, megfogalmazta a lap programnyilatkozatát, azaz egy politikamentes hetilapot szeretnének sikerre vinni. Elsősorban Udvarhely vármegye olvasóközönségéhez szerettek volna eljutni, bemutatva a vármegye gazdasági, történelmi értékeit, és megismertetni különböző intézményeit: „Lapunk is e főfő célra, t. i. az újabb kori magyar társadalom fejlesztésére, felvirágoztatására akar legalább Udvarhely megye területén közremunkálni, midőn a közmivelődés, közgazdaság és közegészség kérdéseit veszi fel munkakörébe, óhajtván az egyén miveltségét tudományban és erkölcsben emelni, vagyonosságát előmozdítani és egészségét ápolni…” (Udvarhelyi Híradó, 1877. január 6.) A fent említett céloknak megfelelően a Híradót közművelődési, közgazdasági és közegészségügyi hetilapként határozták meg, s a fejlécen is feltüntették.
Sajnos az első próbálkozás nem volt hosszú életű, ugyanis előfizetők hiányában és a többletköltség miatt 1877. december 29-én, az 52. lapszámmal bezárólag megszűnt. Bár a pénz is gondot jelentett, de mégsem mondhatjuk ki azt, hogy ez volt az egyedüli oka annak, hogy az újságot tovább nem adták ki. Sokat számított az akkori székelyudvarhelyiek kulturális és közéleti ügyek iránti érdektelensége. A Híradó bár megszűnt, de hatása, s az újság iránti igény érlelődött.

### Becsek Aladár Híradója
Az Udvarhelyi Híradó sokkal kedvezőbb társadalmi és közéleti viszonyok között indult újra 1898. január 1-jén. A felelős szerkesztő Becsek Dániel fia, Becsek Aladár lett, és az általuk vezetett Becsek Dániel Fia nyomdában adták ki a lapszámokat.
Az újságot négy oldalas terjedelemben nyomtatták és szépirodalmi, gazdasági és társadalmi lapként hirdette magát a fejlécen. Az oldalszámok lassan növekedni kezdtek, és 1899-ben már számonkénti hat oldalt tudhatott magáénak. Igaz, hogy nem mindig sikerült kibővíteni hat oldalas terjedelműre a megjelenő példányokat, de 1900-tól ez egyre gyakoribban megtörtént. Ilyenkor az első oldal alján külön felhívták erre az olvasók figyelmét.
1903-ban már független társadalmi, közgazdasági hetilapként jelent meg, míg az említett év június 21-től politikai, társadalmi és közgazdasági hetilapként jött ki a nyomdából. A június 28-án megjelent számban a főszerkesztő a Híradó céljaként Magyarország függetlenségének és önállóságának fokozatos elérését jelölte meg. A liberális ideológiai eszméket valló Becsek szívén viselte Magyarország sorsát. 1905 nyarán, pontosabban a június 25-i számtól kezdődően, a Híradót Udvarhely megye független politikai lapjává alakította, ami óriási fordulatot jelentett a hetilap történetében. Az újság szerkesztését egy csoport vette át, név szerint: Kovácsy Albert főszerkesztő, Becsek Aladár felelős szerkesztő, Pál Ernő, id. Szemlér Ferenc, Vajda Ferenc, Valentsik Ferenc.
Az első világháború nemcsak a közéletben, hanem a közéleti sajtóban is óriási változást idézett elő. Az Udvarhelyi Híradó ekkor négy oldalasra korlátozódott és az ára is megdrágult. 1916-ban 20 fillérbe, míg 1918-ban 30 fillérbe került. A felelős szerkesztő ekkor Cs. Szabó Kálmán író lett, szerkesztőnek és laptulajdonosnak viszont megmaradt Becsek Aladár. 1901. április 15-től kezdődően csak Becsek Aladár neve jelent meg az impresszumban, és az ő kezében maradt a lap sorsa egészen a megszűnésig.

### A Híradó az I. világháború évei alatt
A háború teljesen megváltoztatta minden ember életét, s a sajtó megjelentetésének körülményeit is. A Híradónak változtatnia kellett szerkezetén és funkcióján, ugyanakkor a lap árát is többször kellett emelni, hiszen az előállítási költségek jóval nagyobbak lettek.
Bár terjedelme négy oldalasra csökkent, mégis valamilyen szinten pótolta ezt a hiányt a csaknem mindennapi Rendkívüli kiadások megjelentetése. 1914-ben szám szerint 80 rendkívüli kiadás jelent meg, melyek aprólékosan tájékoztatták a lakosságot a háború állásáról. Pozitívan, szinte ujjongással közvetítették a háború kitöréséről szóló híreket, és az azt követő eseményekről szóló cikkek a győzelembe vetett hit pátoszával íródtak. „Mindenünket rendelkezésére bocsátjuk a hazának: vagyonunkat, vérünket, életünket. S boldogan, lelkesedve tesszük, minden titkos remegés nélkül.” (1914. augusztus 1.)
1916-ban Székelyudvarhelyt és az újságot is komoly megpróbáltatások érték. A Híradó augusztus 27-i számával felfüggesztette tevékenységét, hiszen a szerkesztőségnek is menekülnie kellett. Budapesten tudunk egy rendkívüli kiadásról, mely október 15-én jelent meg szintén Udvarhelyi Híradó címen. 1916. november 5-től kezdődően az újságot ismét olvashatták Székelyudvarhely lakosai, egészen 1918-ig. Ebből az időből fennmaradt utolsó lapszámot a kolozsvári Egyetemi könyvtárban lehet megtalálni, 1918. november 17-i keltezéssel.

### A Híradó a jelenben
Az Udvarhelyi Híradó újraindulását három vállalkozó kedvű egyetemistának köszönheti, akik hazatérve Székelyudvarhelyre, „pénzkeresés” céljából elhatározták, hogy újságot alapítanak.
A három fiatal céljait sokan támogatták, bátorították őket. Az 1990 tavaszán indult Infopress nyomda, Keresztes Miklós és Albert András vezetésével szívesen felvállalta a lap kiadását. 1990-ben megjelenhetett az Udvarhelyi Híradó harmadik, és napjainkban is működő kiadása ifj. András Zoltán, Gál Ottó és Porsche László szerkesztésében. Elsőként a reklámokra fektették a hangsúlyt, többnyire az töltötte ki a lap oldalait. A korrektúrázásban és a cikkírásban nagy segítséget jelentett Fábián Lajos tanár, akinek a lakásán tartották meg a lapzártát is.

## Ismert szerzőiből
- Sebestyén Péter egyházi író, helytörténész
- Szász-Mihálykó Attila műfordító
- Szőcs Lajos néprajzkutató, helytörténész
- Veres Péter építészmérnök, muzeológus